# Aleksandr Burak
Aleksandr Kondratjewicz Burak (ros. Александр Кондратьевич Бурак, biał. Аляксандр Кандратавіч Бурак, ur. 12 lutego 1918 w Kojdanowie (obecnie Dzierżyńsk), zm. 24 grudnia 1993 w Charkowie) – radziecki lotnik wojskowy, podpułkownik, Bohater Związku Radzieckiego (1945).

## Życiorys
Urodził się w białoruskiej rodzinie robotniczej. Do 1932 skończył 7 klas, pracował jako ślusarz w zakładzie remontu wagonów w Mińsku, ukończył aeroklub. Od 1938 służył w Armii Czerwonej, w 1940 ukończył wojskową szkołę lotniczą w Odessie, od kwietnia 1942 uczestniczył w wojnie z Niemcami, był zastępcą dowódcy eskadry 208 pułku lotnictwa szturmowego 227 Dywizji Lotnictwa Szturmowego 8 Korpusu Lotnictwa Szturmowego 8 Armii Powietrznej 4 Frontu Ukraińskiego w stopniu starszego porucznika. Do stycznia 1945 102 loty bojowe, atakując pociągi, lotniska, siłę żywą i technikę wroga. Od 1945 należał do WKP(b), w 1946 i 1951 ukończył wyższe kursy oficerskie, w 1956 został zwolniony do rezerwy w stopniu podpułkownika.

## Odznaczenia
- Złota Gwiazda Bohatera Związku Radzieckiego (29 czerwca 1945)
- Order Lenina
- Order Czerwonego Sztandaru (trzykrotnie)
- Order Aleksandra Newskiego
- Order Wojny Ojczyźnianej I klasy
- Order Wojny Ojczyźnianej II klasy
- Order Czerwonej Gwiazdy

I medale.